# Kyle Spencer
Kyle Spencer (* 26. Januar 1976 in Glasgow) ist ein ehemaliger britischer Tennisspieler aus Schottland.

## Werdegang
Spencer, der sich auf das Doppel konzentrierte, spielte hauptsächlich auf der zweitklassigen ATP Challenger Tour, konnte dort aber keinen Titel gewinnen. Auf ATP-Ebene war der Einzug ins Finale von Newport im Jahr 2000 sein größter Erfolg. Er unterlag dort an der Seite von Mitch Sprengelmeyer den Israelis Jonathan Erlich und Harel Levy. In Wimbledon stand er zwischen 2000 und 2002 im Doppel dreimal in der ersten Runde eines Grand-Slam-Turniers, er gewann dabei aber keines der Spiele.
Spencer nahm an den Olympischen Spielen in Sydney teil, wo er in der Doppelkonkurrenz antrat. Zusammen mit Barry Cowan scheiterte er bereits in der Auftaktrunde an den Russen Jewgeni Kafelnikow und Marat Safin mit 6:72, 4:6.

## Erfolge
| Legende                                          |
| Grand Slam                                       |
| Tennis Masters Cup                               |
| ATP Masters Series ATP World Tour Masters 1000   |
| ATP International Series Gold ATP World Tour 500 |
| ATP International Series ATP World Tour 250      |

### Doppel

#### Finalteilnahme
| Nr. | Datum         | Turnier | Belag | Partner             | Finalgegner                | Ergebnis |
| --- | ------------- | ------- | ----- | ------------------- | -------------------------- | -------- |
| 1   | 10. Juli 2000 | Newport | Rasen | Mitch Sprengelmeyer | Jonathan Erlich Harel Levy | 6:7, 5:7 |